# Tomáš Borek
Tomáš Borek (ur. 4 kwietnia 1986 w Karlowych Warach) – czeski piłkarz występujący na pozycji pomocnika.

## Statystyki
| Klub               | Sezon              | Liga               | Liga  | Liga   | Puchar kraju | Puchar kraju | Europa | Europa | Suma  | Suma   |
| Klub               | Sezon              | Liga               | Mecze | Bramki | Mecze        | Bramki       | Mecze  | Bramki | Mecze | Bramki |
| ------------------ | ------------------ | ------------------ | ----- | ------ | ------------ | ------------ | ------ | ------ | ----- | ------ |
| Viktoria Pilzno    | 2005/06            | Gambrinus liga     | 1     | 0      | –            | –            | –      | –      | 1     | 0      |
| Viktoria Pilzno    | 2006/07            | Gambrinus liga     | 21    | 2      | –            | –            | –      | –      | 21    | 2      |
| Viktoria Pilzno    | 2007/08            | Gambrinus liga     | 18    | 1      | –            | –            | –      | –      | 18    | 1      |
| Viktoria Pilzno    | Ogólnie            | Ogólnie            | 40    | 3      | 0            | 0            | 0      | 0      | 40    | 3      |
| 1. FK Příbram      | 2008/09            | Gambrinus liga     | 30    | 3      | –            | –            | –      | –      | 30    | 3      |
| 1. FK Příbram      | 2009/10            | Gambrinus liga     | 12    | 0      | 2            | 0            | –      | –      | 14    | 0      |
| 1. FK Příbram      | 2010/11 (j)        | Gambrinus liga     | 13    | 0      | –            | –            | –      | –      | 13    | 0      |
| 1. FK Příbram      | Ogólnie            | Ogólnie            | 55    | 3      | 2            | 0            | 0      | 0      | 57    | 3      |
| Zbrojovka Brno     | 2010/11 (w)        | Gambrinus liga     | 11    | 0      | 2            | 0            | –      | –      | 13    | 0      |
| Bohemians 1905     | 2011/12            | Gambrinus liga     | 29    | 1      | –            | –            | –      | –      | 29    | 1      |
| Dukla Praga        | 2012/13            | Gambrinus liga     | 29    | 7      | 2            | 0            | –      | –      | 31    | 7      |
| Konyaspor          | 2013/14            | Süper Lig          | 23    | 3      | 2            | 0            | –      | –      | 25    | 3      |
| Alanyaspor (wyp.)  | 2014/15            | TFF 1. Lig         | 16    | 0      | 2            | 0            | –      | –      | 18    | 0      |
| Konyaspor          | 2015/16            | Süper Lig          | 0     | 0      | 4            | 0            | –      | –      | 4     | 0      |
| 1. FK Příbram      | 2016/17 (j)        | ePojisteni.cz liga | 5     | 0      | –            | –            | –      | –      | 5     | 0      |
| Znicz Pruszków     | 2016/17 (w)        | I liga             | 10    | 0      | –            | –            | –      | –      | 10    | 0      |
| Ogólnie w karierze | Ogólnie w karierze | Ogólnie w karierze | 218   | 17     | 14           | 0            | 0      | 0      | 232   | 17     |